# Galbula
Genre
Le genre Galbula regroupe dix espèces d'oiseaux nommés jacamars et appartenant à la famille des Galbulidae.

## Liste des espèces
D'après la classification de référence (version 2.2, 2009) du Congrès ornithologique international (ordre phylogénique) :
- Galbula albirostris – Jacamar à bec jaune
- Galbula cyanicollis – Jacamar à joues bleues
- Galbula ruficauda – Jacamar à queue rousse
- Galbula galbula – Jacamar vert
- Galbula pastazae – Jacamar des Andes
- Galbula tombacea – Jacamar à menton blanc
- Galbula cyanescens – Jacamar à couronne bleue
- Galbula chalcothorax – Jacamar violacé
- Galbula leucogastra – Jacamar à ventre blanc
- Galbula dea – Jacamar à longue queue